# 胡廷积
胡廷积（1931年—），男，广东开平人，中华人民共和国小麦栽培专家、农业经济学家、政治人物，曾任河南省人大常委会副主任，河南省政协副主席。